# Sénat du Colorado
Pour les autres articles nationaux ou selon les autres juridictions, voir Sénat.
73e législature du Colorado
Capitole de l'État du Colorado
Le Sénat du Colorado (en anglais : Colorado Senate) est la chambre haute de l'Assemblée générale du Colorado, un État des États-Unis.

## Système électoral
Le Sénat du Colorado est composé de 35 sièges pourvus pour quatre ans mais renouvelés par moitié tous les deux ans au scrutin uninominal majoritaire à un tour dans autant de circonscriptions que de sièges à pourvoir.
Les districts représentent chacun une moyenne de 123 000 habitants. Les sénateurs ne peuvent exercer plus de deux mandats successifs et ne peuvent ensuite se représenter qu'après une période de quatre ans.

## Siège
Le Sénat siège au Capitole de l'État à Denver, capitale du Colorado.

## Président
Le président est élu par les sénateurs pour la durée d'une législature de deux ans. Depuis le 4 janvier 2019, la fonction est occupée par le démocrate Leroy Garcia.

## Représentation
| Législature | Parti      | Parti        | Total |
| Législature | Démocrates | Républicains | Total |
| ----------- | ---------- | ------------ | ----- |
| Législature |            |              | Total |
| 2017-2019   | 17         | 18           | 35    |
| 2019-2021   | 19         | 16           | 35    |
| 2021-2023   | 20         | 15           | 35    |